# Leonardo Costagliola
Leonardo Costagliola (Taranto, 27 de outubro de 1921 - Florença, 7 de março de 2008) foi um futebolista e treinador de futebol italiano.

## Carreira

### Clubes
Nascido em Taranto, jogou um total de 623 jogos em sua carreira por Pro Italia Taranto, A.S. Bari, ASD Conversano e Fiorentina. Jogou também três vezes pela Seleção Italiana e chegou a ser convocado para a Copa do Mundo FIFA de 1954.

### Treinador
Depois de aposentado tornou-se treinador, passando por Foggia, Siracusa, Casertana e Modena. Morreu em 7 de março de 2008, em Florença.